# HSM Komeet - Urania
De serie HSM Komeet - Urania was een serie van drie breedsporige stoomlocomotieven van de Hollandsche IJzeren Spoorweg-Maatschappij (HSM), die bestond van 1842 tot 1866.
De locomotieven werden gebouwd door R. Stephenson & Co. in Newcastle upon Tyne. Ze waren de eerste locomotieven in Nederland met een binnenliggend frame en met een drieassige tender. De Komeet en de Vesta werden geleverd in 1842. Door de vele orders kon de fabriek geen grotere aantallen locomotieven voor de HSM bouwen.
Op 10 maart 1843 ontspoorde de Vesta bij de spoorbrug over de Warmonder Leede. Het was het eerste spoorwegongeluk in Nederland waarbij een dode viel. Ter vervanging van de ernstig beschadigde locomotief bestelde de HSM een nieuwe, die in 1843 met de naam Urania in dienst werd gesteld. De Vesta kwam na herstel in 1843 ook weer in dienst.
Na de ombouw van het breedspoornet van de HSM naar normaalspoor, die in 1866 gereed kwam, raakten de oude breedspoorlocomotieven overbodig en werden de Komeet, Vesta en Urania afgevoerd.
| Fabrieksnummer | Naam   | In dienst | Uit dienst | Bijzonderheden                  |
| -------------- | ------ | --------- | ---------- | ------------------------------- |
| 370            | Komeet | 1842      | 1866       |                                 |
| 371            | Vesta  | 1842      | 1866       | In 1843 verongelukt en hersteld |
| 388            | Urania | 1843      | 1866       |                                 |